# Лужанин Афанасій Васильович
Лужа́нин Афана́сій Васи́льович (справжнє прізвище Коре́панов; *12 січня 1912, село Лужани, Ігринський район — †22 січня 1966, Іжевськ) — удмуртський поет, сатирик, байкар, член Спілки письменників СРСР (1939) та Удмуртської АРСР.
Закінчив УДПІ в 1938 році. Працював завідувачем школи в селі Чимошур Якшур-Бодьїнського району (1930—1931), в редакції газет «Егит большевик» (1933—1934), «Дась лу!» (1934—1938), «Удмурт коммуна» (1938—1940). В 1944—1950 роках був головою правління Спілки письменників Удмуртської АРСР, в 1951—1952 роках — інструктором ОК КПРС, з 1953 — редактором суспільно-політичних передач Удмуртського радіо.
Перші вірші опублікував в газеті «Азьлань» (село Якшур-Бодья) в 1930 році. В середині 1930-их років виступив як автор поем «Осотовецъёс» («Осотовці») та «Мултан удмуртъёс» («Мултанські удмурти»). Перші збірки віршів — «Тулыс зор»—"Весняний дощик" (1939), «Салют» (1944, удмуртською мовою), «Зырдась сюлэм»—"Палаюче серце" (1946) — складаються з декларативно-риторичних віршів на громадянські теми та описових пейзажних віршів. На другому етапі творчості створив байки, сатиричні вірші, епіграми, шаржі. В збірках «Кылбуръёс но басняос» («Вірші та байки», 1948), «Зускиос» («Гребенці», 1958), «Бадяр но кыйбоды» («Клен і татарник», 1962) осміював характер, який породила тоталітарна влада. Написав також казку у віршах «Тырмостэм кион» («Ненаситний вовк», 1950). Переклав удмуртською мовою твори лександра Пушкіна, Миколи Гоголя, Михайла Лермонтова, МиколиНекрасова, Адама Міцкевича, Абая Кунанбаєва, Педера Хузангая та інших.
Нагороджений орденом «Знак пошани» (1944), декількома медалями.

## Твори
- Я жизнь пою: Стихи. Ижевск, 1965;
- Быръем произведениос. Ижевск, 1971;
- Кылбуръёс, басняос, поэма. Ижевск, 1982.